# Vlastislav Mareček
Vlastislav Mareček (* 15. April 1966 in Uherské Hradiště; † 2. September 2007 in Prag) war ein tschechischer Fußballspieler und -trainer.

## Leben
Er trainierte seit 2004 erfolgreich den tschechischen Erstligaverein FK Teplice, bis er aus gesundheitlichen Gründen seine Tätigkeit beenden musste. Seine größten Erfolge als Trainer waren der Aufstieg 2002 mit Svit Zlín und der dritte Platz mit FK Teplice.
Er starb in einem Prager Krankenhaus an Leukämie.
| Personendaten    | Personendaten                             |
| ---------------- | ----------------------------------------- |
| NAME             | Mareček, Vlastislav                       |
| KURZBESCHREIBUNG | tschechischer Fußballspieler und -trainer |
| GEBURTSDATUM     | 15. April 1966                            |
| GEBURTSORT       | Uherské Hradiště                          |
| STERBEDATUM      | 2. September 2007                         |
| STERBEORT        | Prag                                      |